# Xevioso aululata
Espèce
Xevioso aululata est une espèce d'araignées aranéomorphes de la famille des Phyxelididae.

## Distribution
Cette espèce est endémique du Mpumalanga en Afrique du Sud,.

## Description
Le mâle holotype mesure 4,31 mm et la femelle paratype 5,38 mm, les mâles mesurent de 3,75 à 4,67 mm et les femelles de 3,50 à 6,08 mm.

## Publication originale
- Griswold, 1990 : A revision and phylogenetic analysis of the spider subfamily Phyxelidinae (Araneae, Amaurobiidae). Bulletin of the American Museum of Natural History, no 196, p. 1-206 (texte intégral).